# Alain Harel

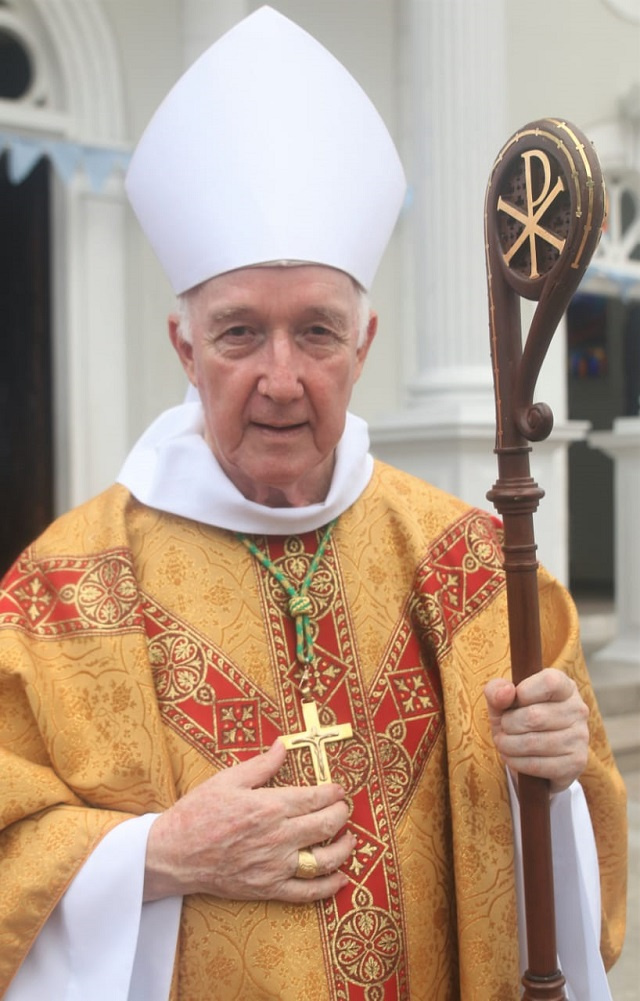
Alain Harel

Alain Harel (* 24. Juni 1950 in Quatre Bornes) ist ein mauritischer Geistlicher und römisch-katholischer Bischof von Port Victoria.

## Leben
Alain Harel empfing am 3. September 1978 die Priesterweihe für das Bistum Port-Louis.
Papst Johannes Paul II. ernannte ihn am 31. Oktober 2002 zum ersten Apostolischen Vikar des mit gleichem Datum errichteten Apostolischen Vikariates Rodrigues und Titularbischof von Forconium. Die Bischofsweihe spendete ihm der emeritierte Bischof von Port Louis, Jean Kardinal Margéot, am 8. Dezember desselben Jahres; Mitkonsekratoren waren Erzbischof Robert Sarah, Sekretär der Kongregation für die Evangelisierung der Völker, und Maurice Piat CSSp, Bischof von Port-Louis. Als Wahlspruch wählte er Ihr seid das Salz der Erde und das Licht der Welt ((Mt 5,13-14 )).
Papst Franziskus ernannte ihn am 10. September 2020 zum Bischof von Port Victoria. Die Amtseinführung fand am 8. Dezember desselben Jahres statt.